# تردمیل

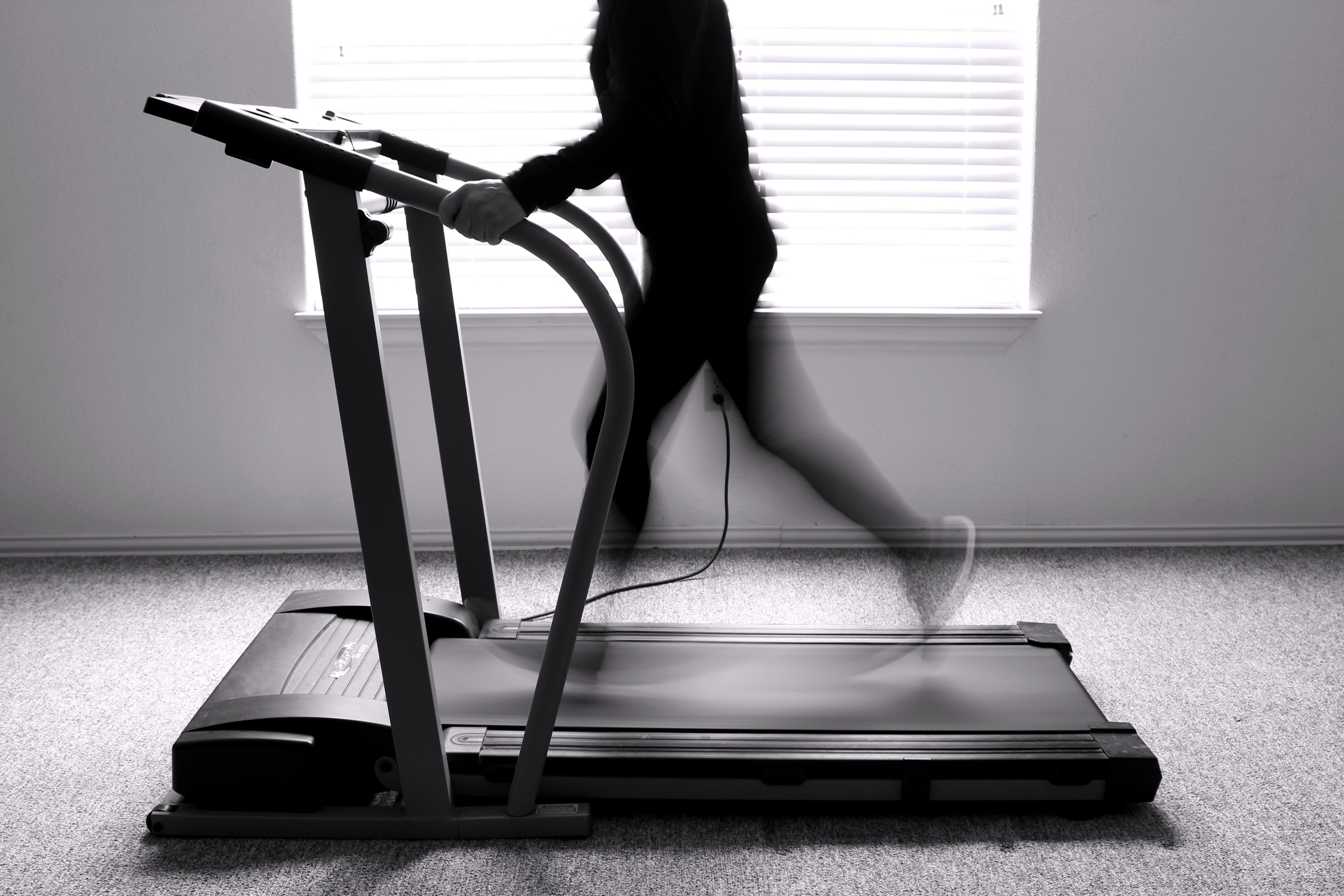
نمونه‌ای از یک تردمیل مدرن

تردمیل (به انگلیسی: treadmill) یا دوِ ثابت وسیله ای است که عموماً برای پیاده‌روی، دویدن یا کوهنوردی در هنگام ماندن در همان مکان است. تردمیل قبل از توسعه ماشینهای نیرو، برای مهار قدرت حیوانات یا انسان برای انجام کار معرفی می‌شد؛ غالباً نوعی آسیاب است که توسط یک شخص یا مراحل ردیابی حیوانات یک تردمیل برای خرد کردن دانه‌ها اداره می‌شد. در موارد بعدی، از تردمیل‌ها به عنوان دستگاه مجازات برای افرادی که محکوم به کار سخت در زندان‌ها بودند، استفاده شد. اصطلاح تردمیل به‌طور متناوب برای مکانیسم‌های قدرت و مجازات مورد استفاده قرار گرفته‌است.
اخیراً، تردمیل‌ها برای مهار برق کاربرد ندارند بلکه به عنوان ماشین‌های تمرینی برای دویدن یا راه رفتن در یک مکان استفاده می‌شوند. به جای اینکه کاربر آسیاب را نیرو بخورد، دستگاه یک سکوی متحرک با یک تسمه نقاله گسترده که توسط موتور الکتریکی یا یک چرخ فلک رانده می‌شود، فراهم می‌کند. کمربند به سمت عقب حرکت می‌کند و کاربر را ملزم می‌کند تا با سرعتی مطابق با کمربند راه برود یا دوید. میزان حرکت کمربند سرعت پیاده‌روی یا دویدن است؛ بنابراین، سرعت دویدن ممکن است کنترل و اندازه‌گیری شود. نسخه‌های گران‌تر و سنگین آن دارای موتور محرک است (معمولاً توسط موتور الکتریکی). نسخه‌های ساده‌تر، سبک‌تر و کم هزینه تر در برابر حرکت منفعلانه مقاومت می‌کنند، فقط در صورت حرکت واکرها با پاهای خود به کمربند فشار می‌آورند. دومی به عنوان تردمیل دستی شناخته می‌شوند.
طبق اعلام انجمن صنعت ورزش و فیتنس، تردمیل‌ها با حاشیه زیاد همچنان بزرگ‌ترین رده تجهیزات ورزشی فروش هستند. در نتیجه، صنعت تردمیل با صدها تولیدکننده در سراسر جهان حساب می‌شود. اما پیشنهاد می‌شود بجای تردمیل به پیاده‌روی بپردازید

## تاریخچه
منشأ تردمیل را می‌توان در قرن اول میلادی مشاهده کرد. رومیان باستان برای دستکاری اجسام سنگین از جرثقیل treadwheel یا polyspaston استفاده می‌کردند.
اولین تردمیل مصرف‌کننده برای مصارف خانگی توسط ویلیام استائوب، مهندس مکانیک ساخته شده‌است. استووب تردمیل خود را پس از خواندن کتاب ائروبیکس در سال ۱۹۶۸ توسط کنته کوپر توسعه داد. در کوپر کتاب خاطرنشان شد که افرادی که هشت دقیقه چهار تا پنج بار در هفته دویدند، در وضعیت جسمانی بهتری خواهند بود. استووب متوجه شد که در آن زمان تردمیل‌های مقرون به صرفه خانگی وجود ندارد و تصمیم گرفت در اواخر دهه ۱۹۶۰ یک تردمیل برای استفاده شخصی خود ایجاد کند. او اولین تردمیل خود را PaceMaster 600 نامید. استووب بعد از اتمام کار، تردمیل نمونه اولیه خود را به کوپر فرستاد که اولین مشتریهای این دستگاه را پیدا کرد، که شامل فروشندگان تجهیزات تناسب اندام نیز می‌شد.
استووب قبل از انتقال تولید به Little Falls, New Jersey شروع به تولید اولین تردمیل‌های خانگی در کارخانه خود در کلیفتون، نیوجرسی کرد.

## تردمیل برای قدرت

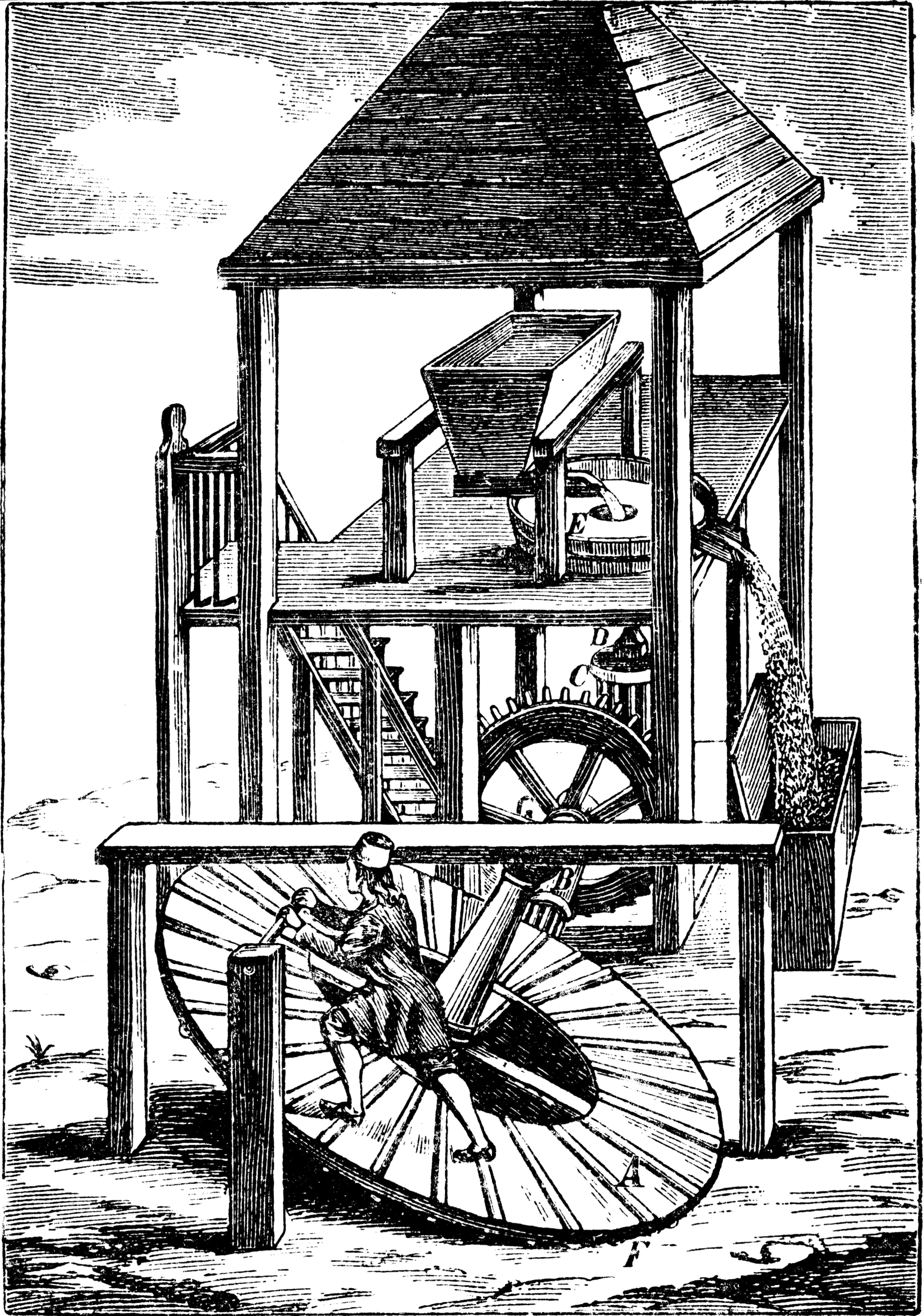
تردمیل دارای نیروی انسانی برای سنگ زنی دانه

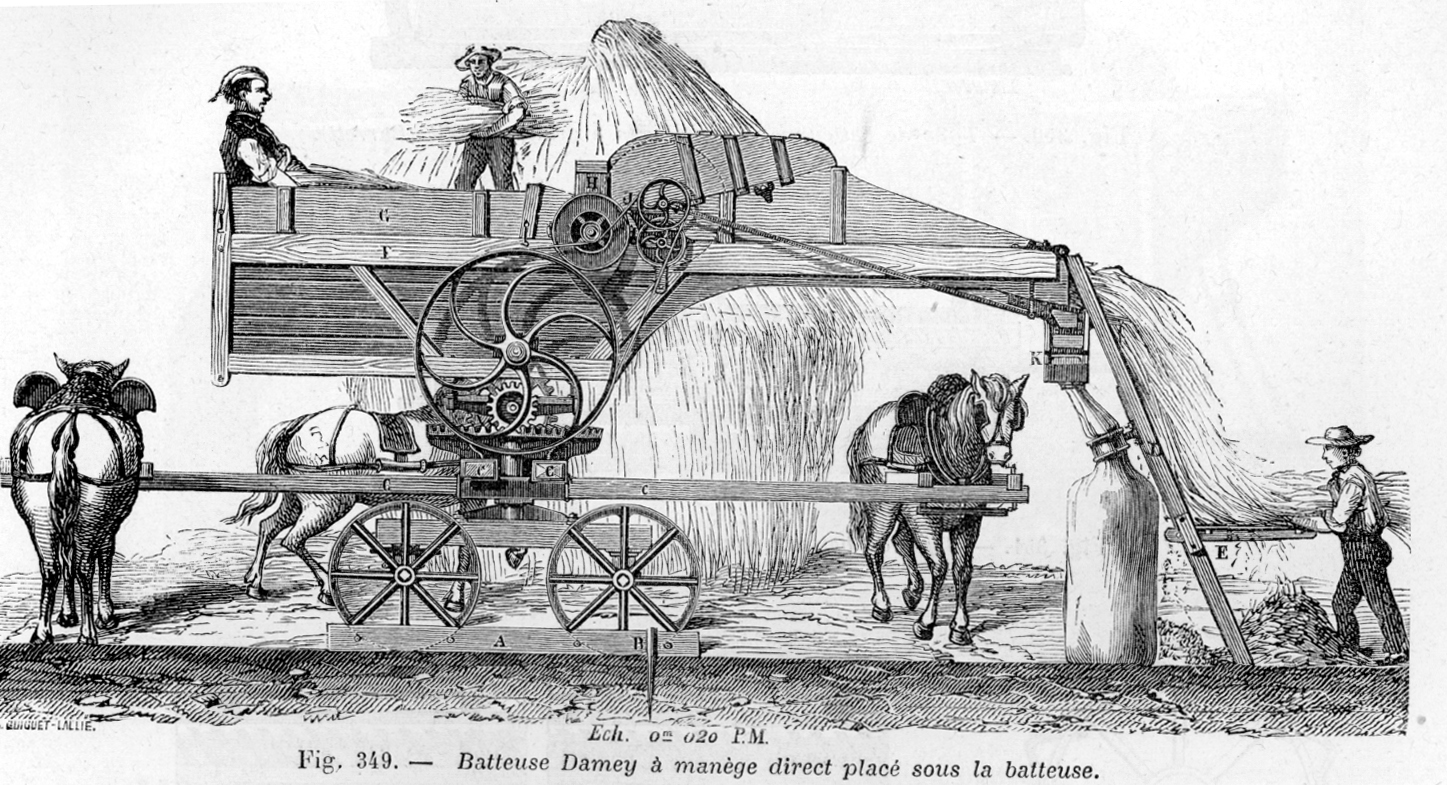
اسبها با نیروگاه آسیاب دستی

تردمیل‌ها به عنوان منبع نیرو در دوران باستان نشأت گرفته‌اند. این ماشینهای باستانی در سه طرح اصلی عرضه شدند. اولین مورد این بود که میله ای افقی از یک شافت عمودی بیرون می‌زد. در حول محور عمودی چرخانده می‌شود، رانده شده توسط گاو یا حیوان دیگر که در یک دایره با فشار میله حرکت می‌کند. حتی انسانها برای قدرت دادن به آنها عادت داشتند. طرح دوم یک چرخ عمودی، یک تردد بود که از طریق کوهنوردی در جای خود به جای پیاده‌روی در محافل استفاده می‌شد. این شبیه به چیزی است که امروز ما را به عنوان چرخ همستر می‌شناسیم. طراحی سوم نیز به کوهنوردی نیاز داشت اما در عوض از یک سکوی متحرک شیب دار و متحرک استفاده کرد.
تردمیل‌ها به عنوان موتورهای دارای عضله تقریباً ۴۰۰۰ سال پیش منشأ یافته‌اند. اولین استفاده آنها بلند کردن سطل آب بود. این همان فناوری بعداً برای ایجاد کارخانجات دانه دوار و جرثقیل treadwheel سازگار شد. همچنین از این دستگاه برای پمپاژ آب و برق دستگاه‌های خمیرزن و خمپاره استفاده می‌شد.

## تردمیل برای مجازات

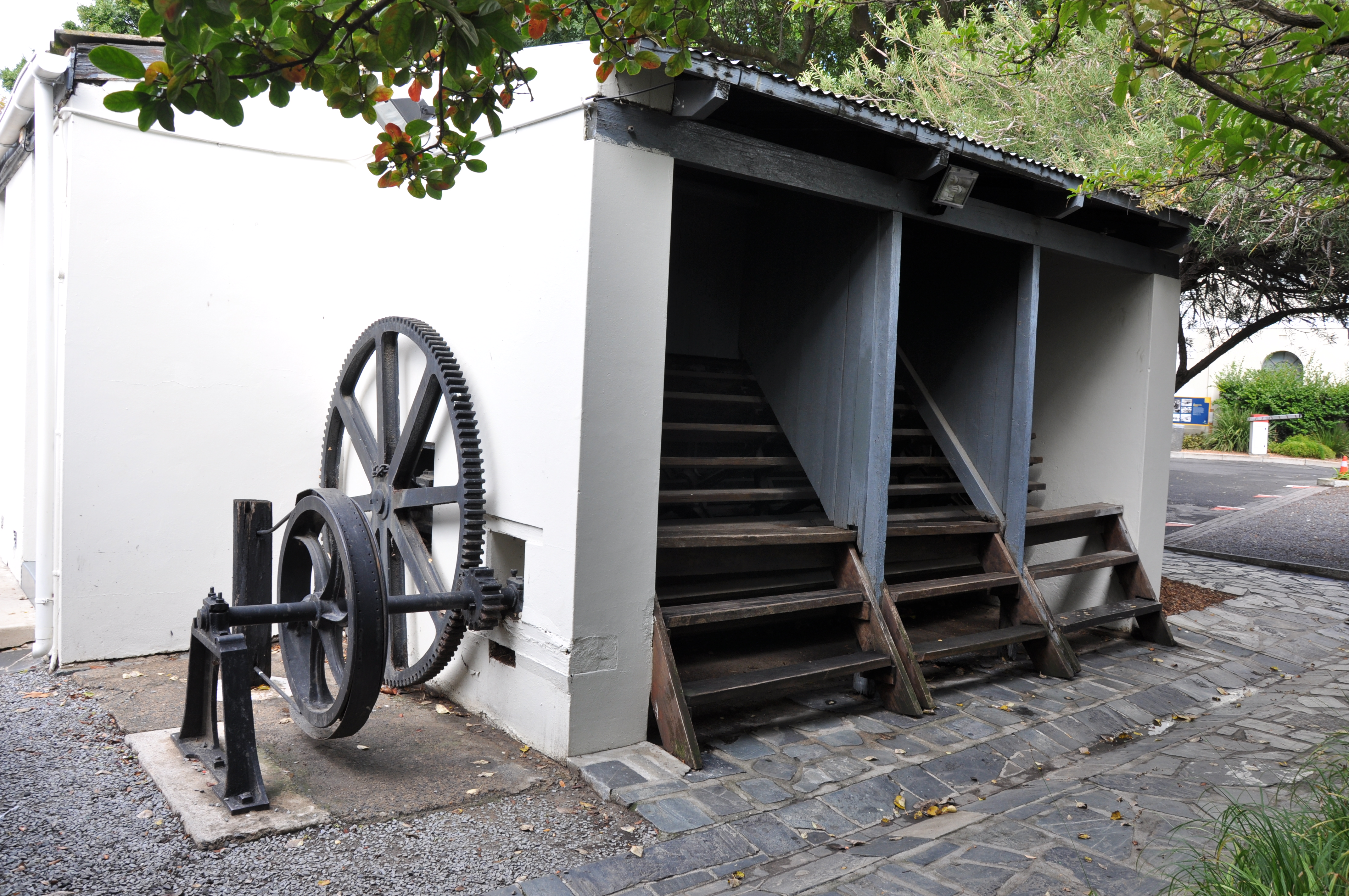
تردمیل برای مجازات زندانیان در زندان براکواتر، کیپ تاون استفاده می‌شد

تردمیل برای مجازات در سال ۱۸۱۸ توسط یک مهندس انگلیسی به نام سر ویلیام کوبیت، پسر میلر نصب شد. وی با اشاره به زندانیان بیکار در Bury St Edmunds gaol، وی پیشنهاد کرد که از قدرت عضلانی آنها برای درمان بیکاری و ایجاد کار مفید استفاده شود.
تردمیل‌های Cubitt برای مجازات معمولاً در یک محور افقی می‌چرخند و کاربر را ملزم به قدم به سمت بالا می‌کند، مانند راه رفتن از پله‌های بی پایان. کسانی که مجازات می‌شوند در اطراف چرخ از چرخ حرکت می‌کنند، برای دستیابی به ثبات در یک دستگیره افقی.
آنها تا نیمه دوم قرن نوزدهم مورد استفاده قرار گرفتند. آنها مانند چرخ‌های چرخ دستی بیست پا با بیست و چهار قدم دور یک استوانه شش پا بودند. چندین زندانی در کنار هم روی یک چرخ ایستاده بودند و مجبور بودند روزانه شش ساعت یا بیشتر کار کنند، به‌طور مؤثری از ۵۰۰۰ تا ۱۴۰۰۰ پا عمودی (۱٫۵ تا ۴ کیلومتر) بالا می‌روند. در حالی که هدف عمدتاً تنبیهی بود، بدنام‌ترین کارخانه زندان Brixton در سال ۱۸۲۱ نصب شد و برای تکمیل آسیاب بادی موجود که قبلاً کویت قبلاً در همین نزدیکی نصب کرده بود از آن برای خرد کردن دانه استفاده می‌شود. این امر به خاطر ظلمی که با آن به کار گرفته شد، بدگویی کرد و سپس به یک استعاره محبوب طنز برای زندانهای اوایل قرن نوزدهم بدل شد.
همچنین می‌توان از این ماشین‌ها برای پمپاژ آب یا ونتیلاتورهای برق در معادن استفاده کرد.

## تردمیل‌های ورزشی
حق ثبت اختراع آمریکا از «ماشین آموزش» تردمیل (شماره ۱٫۰۶۴٫۹۶۸) در ۱۷ ژوئن ۱۹۱۳ صادر شد.
پیشرو تردمیل‌های ورزش برای تشخیص بیماری‌های قلبی و ریه طراحی شده و توسط رابرت بروس و وین کوئینتون در دانشگاه واشینگتن در سال ۱۹۵۲ اختراع شد. استدلال برای حمایت از توسعه تجاری تردمیل خانگی و دوچرخه ورزش.

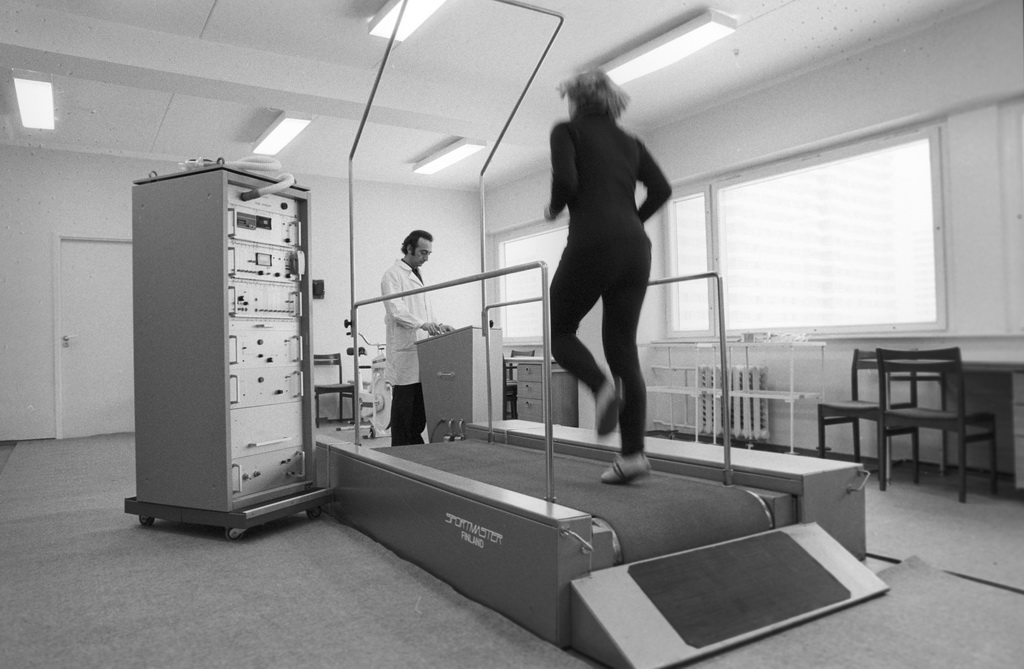
آزمایش تردمیل در مرکز پزشکی دهکده المپیک در المپیک تابستانی ۱۹۸۰

امروزه در بین کاربران تردمیل امکانات پزشکی (بیمارستان‌ها، مراکز توانبخشی، کلینیک‌های پزشکی و فیزیوتراپی، موسسات آموزش عالی)، کلوپ‌های ورزشی، مؤسسه بیومکانیک، فروشگاه‌های کفش ارتوپدی، فروشگاه‌های در حال اجرا، مراکز آموزش المپیک، دانشگاه‌ها، مراکز آموزش آتش‌نشانی، ناسا، امکانات تست و اتاق‌های آموزش پلیس و ارتش، سالن‌های بدنسازی، هوازی و حتی کاربران خانگی.
ارگونومترهای تردمیل در حال حاضر عمدتاً موتور رانده می‌شوند. بیشتر تردمیل‌ها دارای یک میز در حال اجرا با صفحه کشویی هستند. قبل و بعد از جدول مسابقه، دو شفت وجود دارد. کمربند در حال اجرا بین شفت‌ها و عرشه در حال اجرا کشیده شده‌است. استانداردهای ایمنی برای تردمیل‌ها ،IEC EN 957-1 و IEC EN 957-6 هستند.
برای تردمیل‌های پزشکی، هنجارها، معیارها و دستورالعملهای قابل اجرا، دستورالعمل دستگاه پزشکی (MDD)، راهنمائی اروپا ۹۳/۴۲ ΕΟΚ، راهنمای اروپا 2007/47 EEC , IEC EN 60601–1, EN 62304, EN ۱۴۹۷۱ و بخشنامه ماشین آلات ۲۰۰۶/۴۲ می‌باشد. / EC
تردمیل‌های پزشکی دستگاه‌های درمانی فعال کلاس IIb و همچنین دستگاه‌های فعال برای تشخیص هستند. تردمیل‌های سیستم محرکه موتور بسیار قدرتمند (مانند ۳٫۳ کیلو وات = ۴/۴ اسب بخار) موتور تردمیل سیستم محرکه موتور الکتریکی انرژی مکانیکی را از طریق کمربند در حال حرکت تردمیل به بدن انسان می‌رسانند. موضوع در حال تغییر موقعیت افقی خود نیست و به‌طور انفعالی جابجا می‌شود و مجبور می‌شود با کمربند دویدن در زیر پاهای خود دست و پنجه نرم کند. این موضوع همچنین می‌تواند در قسمت‌های ایمنی، سیستم‌های وزنه‌برداری، تکیه گاه‌های مختلف یا حتی با استفاده از سیستم ارتز رباتیک با استفاده از تردمیل ثابت شده و جابجا شود.
تردمیل‌های پزشکی نیز دستگاه‌های اندازه‌گیری فعال هستند. هنگامی که از طریق رابط با ECG , ergospirometry، مانیتور فشار خون (BPM) یا EMG متصل می‌شوند، آنها به یک سیستم پزشکی جدید تبدیل می‌شوند (به عنوان مثال، سیستم تست استرس یا سیستم توانبخشی قلبی - ریوی) و همچنین می‌توانند برای اندازه‌گیری VO2max و سایر کارکردهای حیاتی دیگر مجهز شوند. .
بیشتر تردمیل‌ها دارای «حالت قلبی» هستند که در آن ضربان قلب هدف تعریف شده و سرعت و ارتفاع (بار) به‌طور خودکار کنترل می‌شود تا زمانی که این موضوع در «حالت ثابت ضربان قلب» باشد؛ بنابراین تردمیل بر اساس عملکرد حیاتی (ضربان قلب) موضوع، انرژی مکانیکی را به بدن انسان منتقل می‌کند.
یک تردمیل پزشکی که برای ارگونومتری و تست استرس قلبی ریوی و همچنین تشخیص عملکرد نیز مورد استفاده قرار می‌گیرد، همیشه یک وسیله پزشکی کلاس IIb است که یا به عنوان یک دستگاه مستقل در یک محیط پزشکی استفاده می‌شود یا در ارتباط با ECG , EMG , ergospirometry، یا دستگاه کنترل فشار خون
در عرشه در حال اجرا سوژه در حال حرکت است، که با سرعت قابل تنظیم کمربند سازگار است. عرشه در حال اجرا معمولاً روی عناصر میرایی نصب می‌شود، بنابراین عرشه در حال اجرا دارای ویژگی‌های جذب شوک است. با یک عنصر بلند کردن، کل قاب شامل عرشه در حال اجرا بر روی تردمیل بلند خواهد شد و بدین ترتیب یک زاویه قله را برای اجرای شیب دار شبیه‌سازی می‌کند. در بعضی از تردمیل‌ها نیز معکوس کردن کمربند در حال اجرا به منظور بارهای سرازیری وجود دارد. بیشتر تردمیل‌ها برای متخصصان منطقه تناسب اندام، برای اندازه‌های جدول در حدود ۱۵۰ سانتی‌متر طول و ۵۰ سانتی‌متر عرض، برد حدود ۰ … ۲۰ کیلومتر در ساعت و زاویه شیب ۰ … ۲۰٪ اجرا کنید.
برای ورزشکاران، تردمیل‌های بزرگتر و با ثبات تر لازم است. سرعت حداکثر سرعت حداکثر ۴۵ کیلومتر در ساعت با حداکثر سرعت کاهش از سرعت حداکثر سرعت حداکثر ۴۵ کیلومتر در ساعت می‌رسند. در فشار زیاد بدنی و افزایش خطر سقوط، واحد جلوگیری از سقوط برای جلوگیری از سقوط افراد یا بیماران لازم است. این دستگاه متوقف سقوط معمولاً توسط یک قوس ایمنی که یک طناب به سوئیچ برقی وصل شده‌است، پیاده‌سازی می‌شود. یک بند دارای موضوع جلوگیری از سقوط و خاموش کردن کمربند در حال حرکت است.
در بعضی از دفاتر، کارمندان تردمیل وجود دارند تا کارمندان بتوانند هنگام کار با رایانه یا صحبت از طریق تلفن، راه بروند.
به عنوان مثال در مراکز درمانی از تردمیل‌ها با صندلی‌های داخلی و راست برای درمانگران استفاده می‌شود، بنابراین درمانگران می‌توانند پاهای بیمار سکته مغزی را به منظور شبیه‌سازی حرکات پیاده‌روی حرکت دهند و یاد بگیرند که دوباره راه برود. این روش درمانی دستیابی نامیده می‌شود.
تردمیل‌های بزرگ همچنین برای دوچرخه سواری با سرعت حداکثر ۸۰ کیلومتر در ساعت، برای استفاده‌کنندگان از ویلچر و در برنامه‌های ویژه با کمربند دویدن ضخیم برای اسکی و بیاتلون کراس کشور استفاده می‌شود، در جایی که ورزشکاران تمرین و تست تمرین را با اسکی غلتکی در عرشه در حال اجرا انجام می‌دهند. تا اندازه‌های ۴۵۰ ۳۰۰ ۳۰۰ سانتی‌متر.

### مزایا
- به کاربر فعال کنید تا یک رژیم تمرینی را در داخل خانه تنظیم کند که بدون توجه به آب و هوا، بتوان از آن تبعیت کرد.
- آج کش دار می‌تواند آموزش ضربه کمتری نسبت به دویدن روی سطوح در فضای باز فراهم کند. اگرچه کمربندهای کوسن عمدتاً از استفاده مستهلک شده‌اند و کمربندهای تعویض کوسن ممکن است یافتن آن سخت باشد، اما بسیاری از تردمیل‌ها دارای الاستومرهای عرشه لاستیکی یا اورتان (بالشتک) هستند که در بالشتک برتر هستند و از کمربندهای کوسن دوام بیشتری دارند. مدتی بود که عرشه‌های انعطاف‌پذیر موز به وجود آمدند که جز بهترین مواردی بودند که تا حد بالشتک‌هایی که در سطح متوسط قیمت داشتند، اما در حال حاضر این‌ها فروخته نمی‌شوند، شاید به دلیل افزایش هزینه تولید برای ساخت انعطاف‌پذیر عرشه. کمربندهای کوسن نیز به دلیل ساخت آنها از مواد ضعیف تر، به اندازه کمربندهای معمولی دوام نمی‌آورد. برای سوزاندن کالری، می‌توان از تمایل استفاده کرد تا میزان تأثیرگذاری را برای میزان معینی از مصرف انرژی کاهش دهد.
- تنظیم شیب می‌تواند امکان تمرین مداوم «سربالایی» را فراهم کند که هنگام اتکا به ویژگیهای طبیعی امکان‌پذیر نیست.
- تنظیمات نرخ، یک سرعت مداوم را مجبور می‌کند.
- بعضی از تردمیل‌ها برنامه‌هایی دارند که کاربر می‌تواند زمین‌ها را شبیه‌سازی کند، به عنوان مثال تپه‌های نورد، برای ارائه دوره‌های ورزشی دقیق، برنامه‌ریزی شده.
- کاربر می‌تواند در حالی که با استفاده از دستگاه تلویزیون تماشا می‌کند، از این رو تلویزیون از فعالیت‌های کم‌تحرک جلوگیری کند.
- پیشرفت کاربر مانند مسافت، کالری سوخته و ضربان قلب را می‌توان ردیابی کرد.

### معایب
به عنوان یک تمرین قلبی و عروقی:
- برخی از دونده‌های تردمیل عادتهای بدی را ایجاد می‌کنند که هنگام بازگشت به دویدن در فضای باز آشکار می‌شوند. به‌طور خاص، راه رفتن کوتاه و قائم، تند و تیز ممکن است ناشی از عدم مقاومت در برابر باد و تلاش برای جلوگیری از لگد زدن به موتور در قسمت جلوی پا باشد.
- سرعت زیاد را بر دوندگان تحمیل می‌کند و احساس غیرطبیعی بودن به دویدن می‌دهد که می‌تواند باعث شود تعادل دونده از بین ببرد.
- دویدن تردمیل برای هر ورزشی خاص نیست، یعنی هیچ ورزشی رقابتی وجود ندارد که در واقع از دویدن تردمیل استفاده کند. به عنوان مثال، یک دونده رقابتی بهتر است از فضای بیرون خارج شود و از فضای خارج شود زیرا این واقعه خاص تر و واقع بینانه تر است.

به عنوان یک فعالیت داخلی:
- بسیاری از کاربران تردمیل‌ها را یکنواخت می‌دانند و بعد از گذشت یک دوره علاقه خود را از دست می‌دهند.
- Treadmills رضایت روانشناختی را که برخی از دوندگان از دویدن در مکانهای جدید و دور از حواس‌پرت خانه می‌گیرند، ارائه نمی‌دهد.

به عنوان دستگاه:
- در صورت عدم استفاده صحیح ممکن است باعث صدمه شخصی شود. از دغدغه‌های ویژه کودکانی هستند که در هنگام دویدن به کمربند تردمیل می‌روند و دچار سوختگی اصطکاک شدید می‌شوند که ممکن است نیاز به گرافت‌های متعدد پوستی داشته باشد و منجر به ناتوانی پایدار شود. در هنگام استفاده از تردمیل در هنگام استفاده از تردمیل، از آسیب رساندن به کودکان جلوگیری می‌شود، بدون آن، کمربند تردمیل شروع نمی‌شود.
- هزینه‌های خرید، هزینه‌های برقی و تعمیر احتمالی به‌طور قابل توجهی بیشتر از هزینه‌های خارج از کشور هستند.
- فضای خانه‌ها را می‌گیرد.

### تعمیر و نگهداری تردمیل
تردمیل می‌تواند سرعت و کارایی خود را در صورت عدم حفظ زمان از بین ببرد. از موقعیت‌یابی تردمیل گرفته تا بررسی‌های منظم روغن، طول عمر تردمیل در مورد نحوه نگهداری آن تصمیم می‌گیرد.

#### تعیین سطح
در حالت ایده‌آل، یک تردمیل در طبقه مسطح قرار می‌گیرد تا اطمینان حاصل شود که کمربند و موتور از یک حرکت متعادل مناسب برخوردار هستند. در صورت طبقات ناهموار، ارتفاع هر یک از پاها (پاهای عقب یا جلو) با استفاده از بلوک چوبی یا آجر از سطح خارج می‌شود.

#### تمیز کردن
خاکهایی که روی تردمیل جمع می‌شوند نیز می‌توانند باعث اختلال در عملکرد شوند. با پاک کردن کمربند و طرفین تردمیل یک یا دو بار در ماه با استفاده از پارچه یا اسفنج مرطوب، خاک بر روی کمربند یا عرشه پاک می‌شود.

#### تعمیر کمربند
کمربند نقاله قسمت مهمی است که وظیفه عملکرد تردمیل را بر عهده دارد. تعمیر و نگهداری منظم کمربند را شامل می‌شود

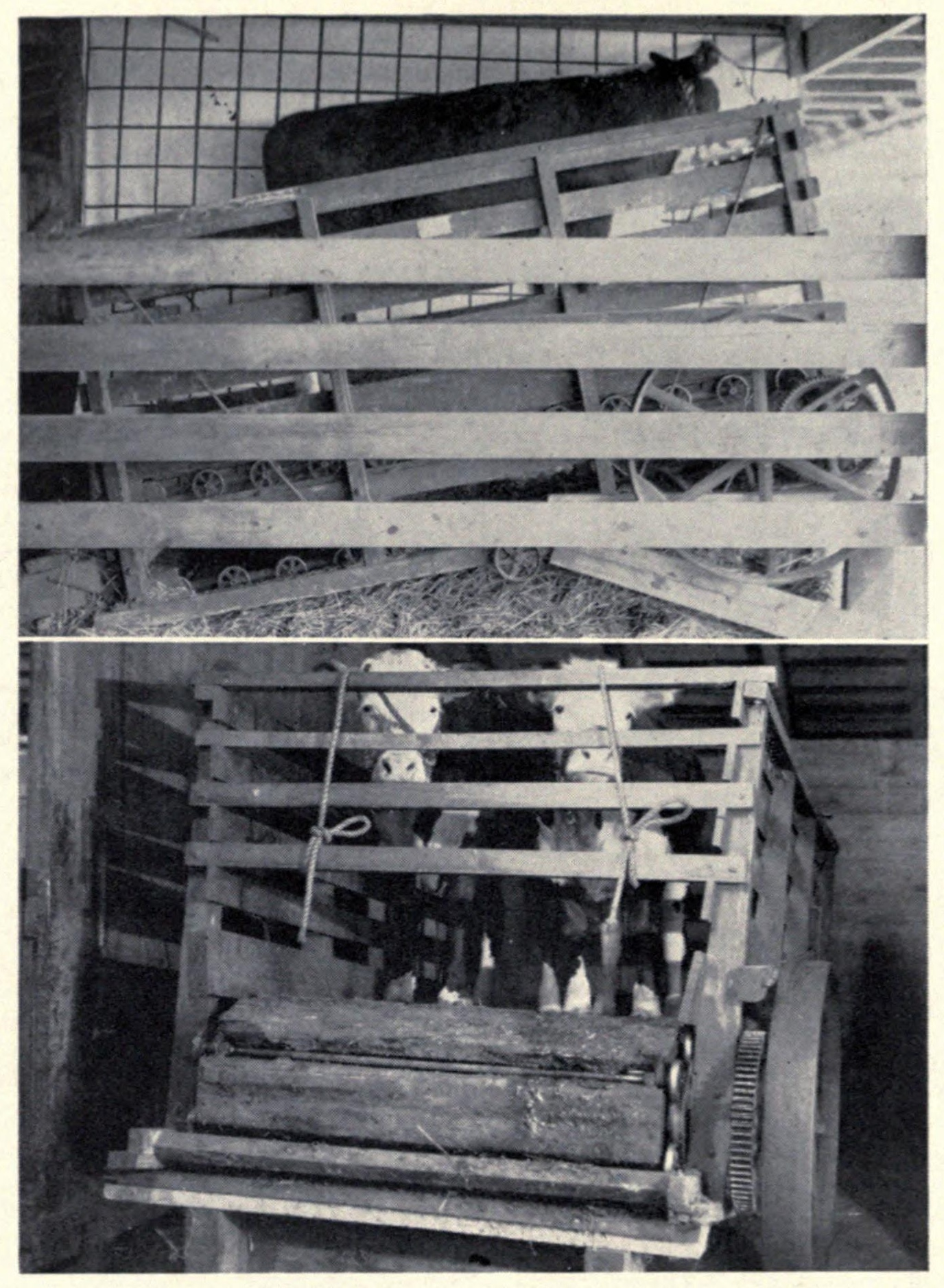
بر روی تردمیل هدایت می‌شود

1. روغن کاری
2. هم ترازی
3. نگهداری تنش

### استفاده‌های دیگر
از آنجا که در اصل کمربند نقاله است، تردمیل می‌تواند برای فعالیت‌های دیگری غیر از اجرا مورد استفاده قرار گیرد. اگر اسبها مورد آزمایش قرار بگیرند (مخصوصاً در مسابقات جوکی) آنها را روی یک تردمیل مخصوص ساخته شده قرار می‌دهند. تردمیل‌های بزرگ همچنین می‌توانند خودروها را در خود جای دهند. Treadmills همچنین می‌تواند برای ورزش سگهایی که به اجرای یک نقاله عادت دارند استفاده شود. با این وجود، از اتصال شیرین به تردمیل باید اجتناب شود زیرا این امر می‌تواند صدمه جدی ایجاد کند.

### تردمیل زیر آب

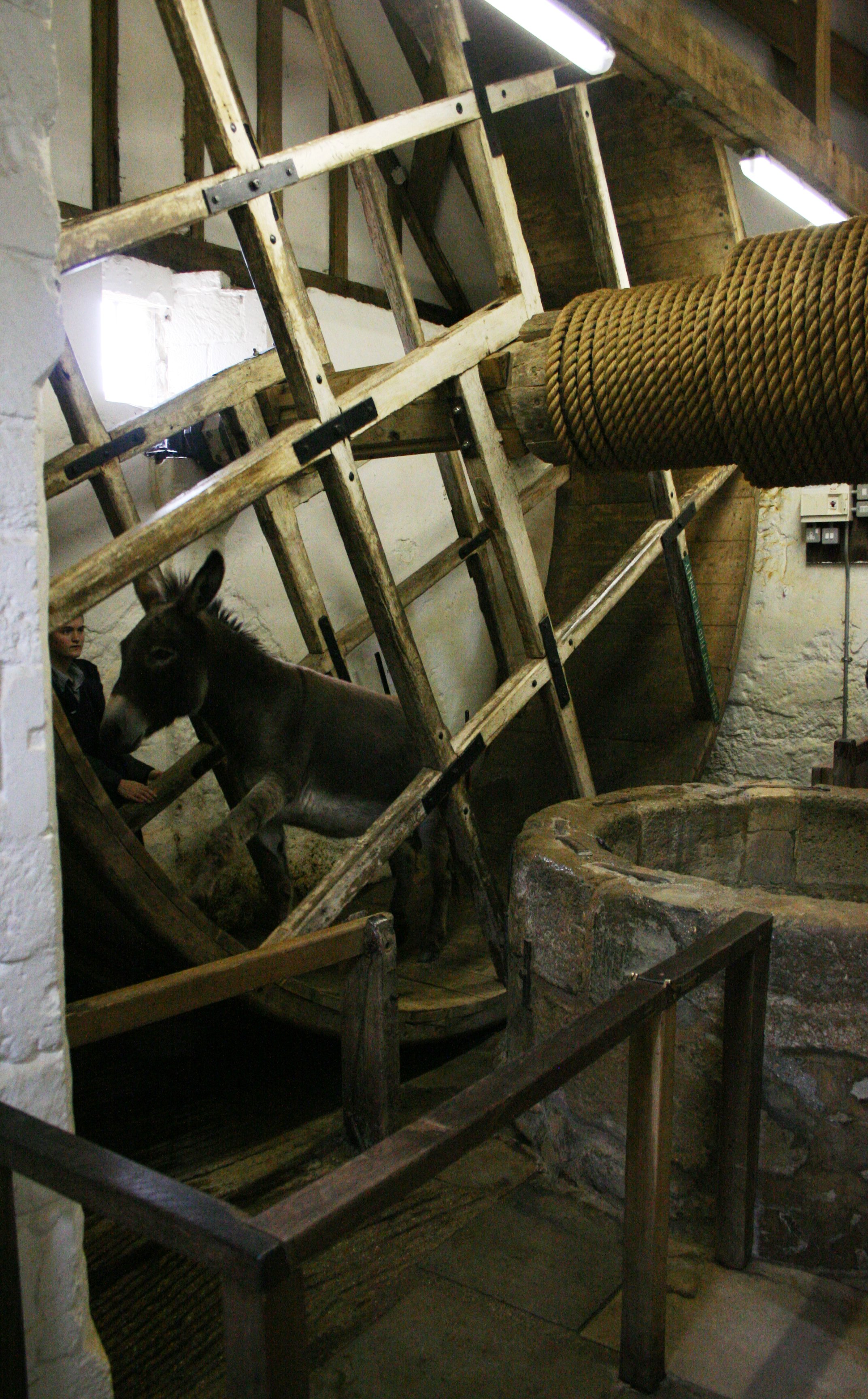
قدرت خر بلند چرخاندن آسیاب

تردمیل‌های زیر آب نوعی تردمیل است که در شیشه یا پلاستیک پوشانده شده و با آب پر شده تا جایی که سرنشین تا حدی در آن غرق شده‌است. آنها هم برای انسان و هم برای حیوانات مورد استفاده قرار می‌گیرند، غالباً برای فیزیوتراپی.
تردمیل‌های مخصوص درمان سگ / حیوان خانگی و حیوان خانگی در زیر آب برای استفاده خانگی و بالینی در دسترس هستند. انواع و اقسام مدل‌ها و مدل‌های مختلف موجود است، اما ویژگی‌های اصلی تردمیل‌هایی که برای استفاده از حیوانات خانگی طراحی شده‌اند شامل یک سطح در حال اجرا طولانی‌تر، ورودی‌های جلو و عقب باز و ریل‌های جانبی برای جلوگیری از ریزش حیوان خانگی از تردمیل هستند. هیچ‌کدام طوری طراحی نشده‌اند که بدون نظارت انسانی قابل استفاده باشد. بسیاری از کلینیک‌های توانبخشی دامپزشکی و حیوانات نیز بخشی از خدمات خود را که به حیوانات خانگی مشتری ارائه می‌دهند، تردمیل زیر آب را زیر نظر می‌گیرند.

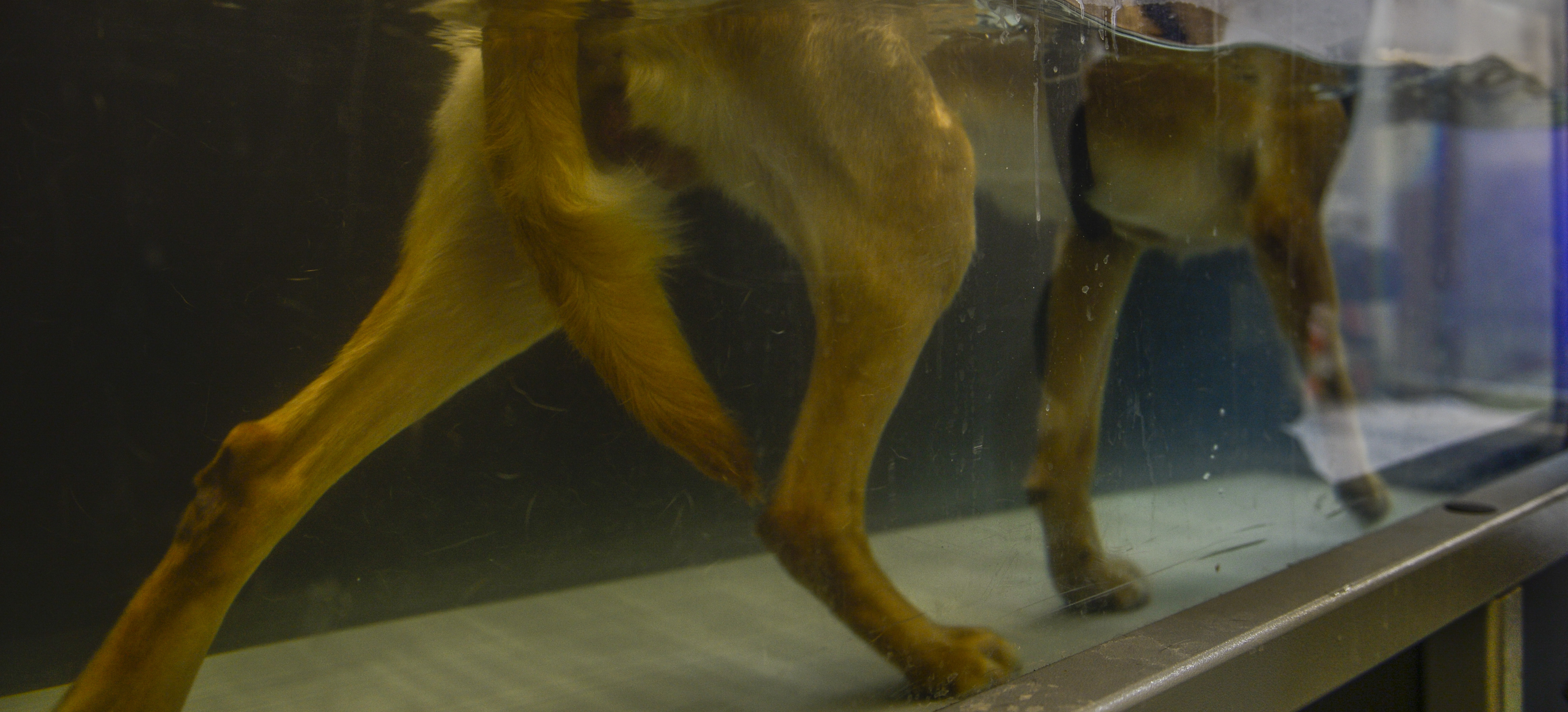
سگ شاغل نظامی، برای بهبودی از آسیب دیدگی، روی تردمیل زیر آب قدم می‌زند

### تردمیل همه‌کاره
برنامه‌های پیشرفته به اصطلاح تردمیل‌های همه‌کاره نامیده می‌شوند. آنها برای حرکت در دو بعد طراحی شده‌اند و به عنوان پایه ای برای «هالودک» در نظر گرفته شده‌اند. راه حل‌های مختلفی وجود دارد که پیشنهاد شده‌است و تحقیقات همچنان ادامه دارد زیرا برخی از موضوعات حل نشده‌است، مانند اندازه بزرگ، سر و صدا و لرزش. تحولات موازی وجود دارد که محققان مشغول انجام پروژه‌هایی هستند که توسط وزارت امور ایثارگران حمایت می‌شوند تا محیط واقعیت مجازی را برای یک مربی ویلچر ایجاد کنند تا بتوانند تمرین درمانی را ارتقا دهند.